# Luís de Almeida Portugal, 1.º Conde de Avintes
Luís de Almeida Portugal foi o 1.º Conde de Avintes, por carta régia de 17 de fevereiro de 1664, tendo falecido a 2 de Março de 1671. Foi o último governador português de Tânger, praça que entregou à Inglaterra, nos termos do dote do casamento de D. Catarina de Bragança com Carlos II, rei da Inglaterra, Escócia e Irlanda.

## Biografia
Depois de ser Mestre-de-Campo dum Terço de Infantaria na Guerra da Restauração, foi para o Brasil como Mestre-de-Campo da Armada de que era Almirante D. Luís da Silva Teles, enviada a socorrer a Bahia, onde chegou a 22 de Dezembro de 1647.

### Capitão do Rio de Janeiro
Foi o 21.º Capitão do Rio de Janeiro, de fevereiro de 1652 a 1657. Governou na sucessão de Sebastião de Brito Pereira. Quando da morte deste governador, a 20 de julho de 1651, tomou posse interinamente o mestre de campo Antônio Galvão. D. Luís, com patente expedida em 7 de Setembro de 1651, tomou posse das mãos de Galvão a 3 de abril de 1652.
Segundo o historiador carioca Vivaldo Coaracy em seu livro «O Rio de Janeiro no século 17», «durante o período de sua administração, atravessou o Rio de Janeiro talvez a fase mais aguda da crise econômica que a instituição da Companhia de Comércio viera agravar.»
Um dos primeiros atos do governador «foi solicitar da Câmara recursos para pagar os soldos da guarnição que, como de costume, se achavam em grande atraso. Responderam os oficiais da Câmara, expondo a impossibilidade em que se encontravam de concorrer para a medida solicitada, em face da situação aflitiva e praticamente de penúria a que se achava reduzida a população». Ninguém ainda esquecera dos sacrifícios da cidade por ocasião da expedição nela levantada por Salvador Correia de Sá e Benevides, que fora libertar Angola - e regressou ao Rio, brevemente em 1651, pois já em 1653 estava na Corte em Lisboa. D. Luís foi forçado a se dirigir à Câmara em 9 de agosto de 1653, pois desde o governo de Constantino Menelau no Rio circulava o açúcar como moeda, dada a escassez de numerário. Não podia pagar à tropa em açúcar e sugeria que a Câmara o distribuísse «pelas pessoas que nesta praça têm dinheiro, obrigando-as a que o comprem como fazenda de Sua Majestade.» 
Em resposta, de 30 de agosto, a Câmara recordou-lhe que recentemente concorrera com sete mil cruzados, mas era agora impossível atender à sugestão do governador porque o açúcar se achava sem valore que «as pessoas que só se acham com dinheiro nesta Cidade são os mesmos Mestres e Capitães dos navios que neste porto estão para irem para o Reino (....) pois que pela arrecadação dos quatro gêneros, de que se faz todo o dinheiro, eles somente o recolheram, como há muito tempo a esta parte têm recolhido grande cópia.» No final, a Câmara sugeria que se dirigisse aos administradores da Companhia Geral do Comércio, obrigando-os a comprar o açúcar da Real Fazenda para obter o dinheiro dos soldos. D. Luís a eles se dirigiu mas sua proposta não foi aceite. 
Em carta de 13 de setembro, o governador voltou à Câmara para expor a recusa da Companhia, avisando-a de que enviaria a carta de recusa ao rei e sugerindo que a Câmara também representasse à Coroa, pedindo remédio às causas desta miséria. Dada a atitude da Câmara, D. Luís concedeu por sua própria autoridade licença para a saída de navios não pertencentes à Companhia, desde que comprassem açúcares da Real Fazenda - e por um deles enviou carta ao rei. A Câmara pediu licença para enviar um representante a Lisboa, o que foi permitido por carta régia de 23 de julho de 1654, e foi escolhido Francisco da Costa Barros, que residiu em Lisboa durante dois anos.

### Governador de Tânger
Depois de regressar ao Reino, foi nomeado Capitão de Tânger, o último Capitão português antes de a praça ser cedida aos ingleses como dote de D. Catarina de Bragança, filha de D. João IV de Portugal. 
A nomeação foi antecedida de uma complexa negociação, que se iniciou com uma carta da regente D. Luísa de Gusmão para o então governador, D. Fernando de Meneses, 2.º conde da Ericeira, prometendo-lhe, entre outros favores, a outorga do título de Marquês do Louriçal se se mantivesse na cidade  até à sua entrega, e que se assim não o fizesse seria nomeado um outro  governador, com instruções precisas para a sua entrega. 
Porém, o Conde de Ericeira  foi peremptório na sua decisão de não querer ser ele a entregar aos ingleses uma praça "de que os Menezes de sua mesma Família forão os primeiros Conquistadores, e depois os defensores" - e foi nomeado, em seu lugar, D. Luís de Almeida, a quem a Regente prometera o título de Conde de Avintes. O tema permaneceria confidencial perante os moradores de Tânger, que não estavam ao corrente dos termos das tratativas que precederam o casamento de D. Catarina de Bragança com o rei de Inglaterra.
Em 1664 nomeado governador do Algarve.
Foi feito Conde de Avintes por carta de 17 de fevereiro de 1664 de D. Afonso VI de Portugal.

## Dados genealógicos
Era filho de D. António de Almeida, Comendador de São Martinho da Lardosa e da Bemposta na Ordem de Cristo, e de sua mulher D. Madalena (ou Margarida) de Ataíde, bisneta por linha feminina do 1.º conde da Castanheira; e trineto por varonia de D. Diogo Fernandes de Almeida, prior do Crato, e de Inês Velez.
Casou com D. Isabel de Castro, senhora do concelho de Avintes, filha e herdeira de D. João de Almeida, o Sábio, e de sua mulher D. Jerónima de Castro, filha de D. João Soares de Alarcão, 2.º conde de Torres Vedras, e de sua mulher D. Isabel de Castro.
Tiveramː D. António de Almeida Portugal (c. 1640 - 10 de Dezembro de 1710), 2.º Conde de Avintes.